# Біба Василь Тимофійович
Біба Василь Тимофійович (нар. 7 січня 1948, Виповзів — 23 травня 2007) — український політик, Народний депутат України.

## Життєпис
Народився 7 січня 1948 року в селі Виповзові Козелецького району Чернігівської області. У 1970–1974 роках — майстер, у 1975–1977 роках — виконроб, у 1977–1985 роках — старший виконроб ремонтно-будівельного управління при Управлінні побутового обслуговування населення Київського виконкому. З 1985 року — старший виконроб ремонтно-будівельного управління № 1 тресту «Київжитлорембудмонтаж». У 1987 році закінчив Київський інженерно-будівельний інститут за фахом інженер-геодезист. В 1987–1991 роках — начальник ремонтно-будівельного управління, керівник тресту «Київпобутрембуд». В 1991–2006 роках — генеральний директор ТОВ «Виробниче підприємство Побутрембудматеріали».
Народний депутат України 5-го скликання з кінця травня 2006 року. Обраний від Партії регіонів. У Верховні Раді:
- Керівник групи з міжпарламентських зв'язків з Республікою Хорватія;
- Член групи з міжпарламентських зв'язків з Російською Федерацією;
- Член групи з міжпарламентських зв'язків з Королівством Нідерландів;
- Член групи з міжпарламентських зв'язків з Республікою Індія;
- Член групи з міжпарламентських зв'язків з Республікою Куба;
- Член групи з міжпарламентських зв'язків з Австралією;
- Член групи з міжпарламентських зв'язків з Китайською Народною Республікою.

Могила Василя Біби

Жив в Києві. Помер 23 травня 2007 року. Похований в Києві на Байковому кладовищі (ділянка № 33).

## Родинні зв'язки
Син Андрій Васильович Біба, підприємець.
Донька Ірина Василівна Біба.